# Серастрета
Серастрѐта (на италиански: Serrastretta) е малко градче и община в Южна Италия, провинция Катандзаро, регион Калабрия. Разположено е на 840 m надморска височина. Населението на общината е 3210 души (към 2012 г.).